# Talbrücke Froschgrundsee
Die Talbrücke Froschgrundsee ist ein 798 Meter langes zweigleisiges Eisenbahnüberführungsbauwerk der Neubaustrecke Ebensfeld–Erfurt zwischen Streckenkilometer 116,180 und 116,978. Sie ist mit einer Bogenspannweite von 270 Metern mit der gleichen Stützweite wie die benachbarte Grümpentalbrücke die längste Eisenbahn-Bogenbrücke Deutschlands und löste die bisherige Rekordhalterin, die Autobahnbrücke Wilde Gera, ab. Nur der Bogen der 2016 eröffneten spanischen Almonte-Eisenbahnbrücke spannt in Europa bei Eisenbahnbrücken mit 384 Metern weiter.
Die Brücke liegt zehn Kilometer nordöstlich von Coburg bei Weißenbrunn vorm Wald an der Landesgrenze zwischen Bayern und Thüringen und überspannt das nördliche Ende des Froschgrundsees sowie die Staatsstraße St 2206. Wegen eines Naturschutzgebietes und des Sees wurde der weitspannende Bogen gewählt. In nördlicher Richtung schließt sich der Tunnel Müß an.
Die Streckentrasse ist bei einer Entwurfsgeschwindigkeit von 300 km/h im Bauwerksbereich gerade, die Gradiente steigt in Richtung Norden mit maximal 8,04 Promille. Die Brücke hat mit dem Streckenausbau auf der Westseite eine Lärmschutzwand von 2,0 Meter Höhe und zwischen den Streckengleisen eine von 1,0 Meter Höhe sowie eine Feste Fahrbahn mit 4,7 Meter Gleisabstand erhalten. Das Bauwerk wurde zwischen 2006 und 2011 errichtet. Die Baukosten lagen bei etwa 15,5 Millionen Euro.

## Gründung und Unterbau

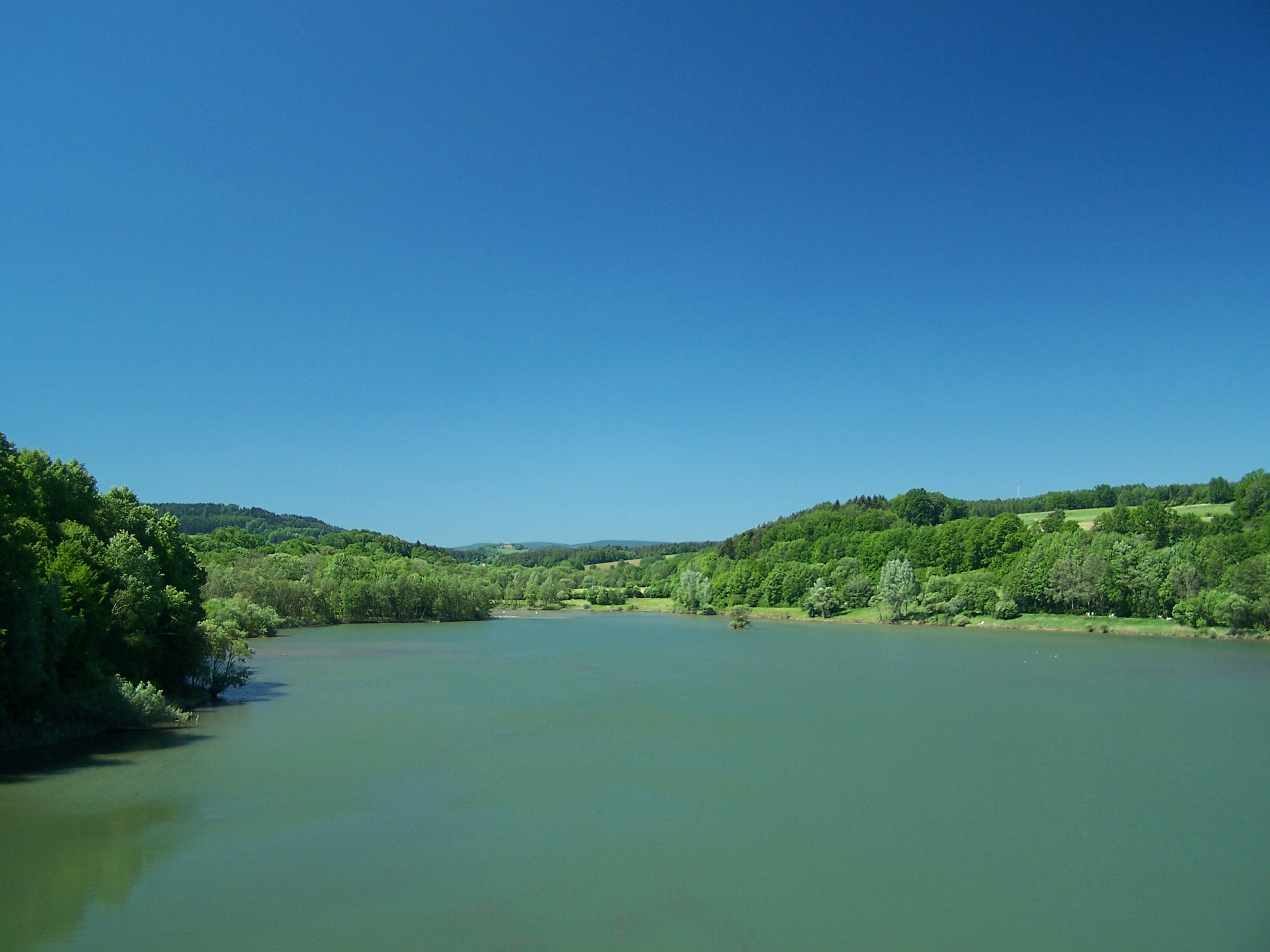
Froschgrundsee noch ohne Bogenbrücke

Die Pfeiler der Brücke haben einen rechteckigen Stahlbetonhohlquerschnitt mit gebrochenen Ecken und verjüngen sich mit einem Anzug von 70:1 nach oben. Bis auf die zwei Trennpfeiler mit den Außenabmessungen von 3,5 m × 5,8 m (Breite × Tiefe) am Pfeilerkopf betragen bei den anderen zehn Regelpfeilern die Abmessungen 2,7 m × 5,8 m. Die acht Ständer auf dem Bogen haben keinen Anzug, deren Abmessungen sind konstant 2,0 m × 4,8 m. Auch der Stahlbetonbogen mit 270 m Stützweite und einem Stich von ungefähr 56 m hat einen Hohlquerschnitt und ist begehbar. Im Scheitel betragen die Außenabmessungen des rechteckigen Querschnittes ungefähr 5,9 m × 4,5 m (Tiefe × Höhe), im Kämpfer sind es näherungsweise 7,4 m × 6,5 m. Der Bogen ist Festpunkt der Brücke und leitet insbesondere die Längskräfte infolge Bremsen aus den in Längsrichtung über den Trennpfeilern gekoppelten Durchlaufträgern in den Baugrund ab. An den Dehnfugen bei beiden Widerlagern sind Schienenauszüge mit Ausgleichsplatten vorhanden. Die Kämpferfundamente sind mit Magerbetonpolstern auf dem Fels gegründet, die Gründung der Pfeiler besteht meist aus Großbohrpfählen.

## Überbau

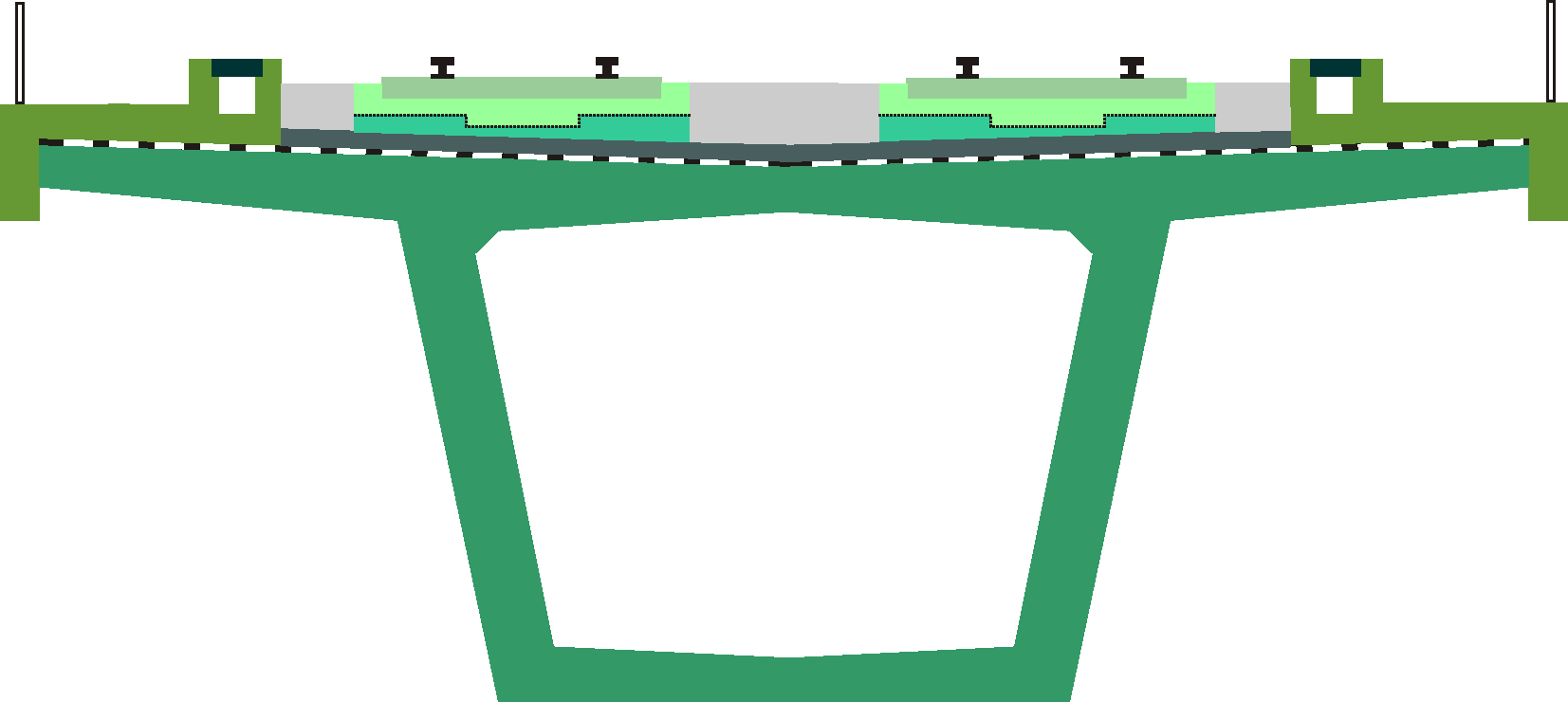
Querschnitt Überbau

Der Überbau besteht aus einer Kette von drei Durchlaufträgern, die 220 m, 358 m und 220 m lang und durch die beiden Trennpfeiler unterteilt sind. Im Querschnitt besteht der Überbau aus einem einzelligen vorgespannten 3,6 m hohen Stahlbetonhohlkasten mit geneigten Stegen, in Längsrichtung vorgespannt. Zusätzlich ist die Fahrbahnplatte in Querrichtung vorgespannt. Die Bodenplatte ist 4,8 m breit, die Fahrbahnplattenbreite 13,3 m. Die Stützweiten betragen 6 × 44 m + (9 × 30 m = 270 m) + 6 × 44 m.

## Geschichte

### Planung
Die Planfeststellung für den Abschnitt der Brücke wurde am 22. Dezember 1995 erlassen. Die Entwurfsplanung folgte in weiten Teilen der Rahmenentwurfsplanung der Deutschen Bahn für Talbrücken. Untersucht wurden dabei verschiedene Brückenvarianten. Pylon- und Stahlbrückenentwürfe wurden aus gestalterischen und wirtschaftlichen Gründen frühzeitig verworfen; eine Balkenbrücken-Variante mit Regelstützweiten von etwa 60 m wurde als für die Lage gestalterisch unbefriedigend eingestuft und erfüllte Anforderungen des Hochwasserschutzes nicht. Nachdem diese Varianten verworfen worden waren, konzentrierte sich die Planung auf eine Bogenbrücke mit Stützweiten zwischen 175 und 270 m. Eine Zwei-Bogen-Variante war ebenfalls als unwirtschaftlich und gestalterisch nicht befriedigend eingestuft worden. Die realisierte Ein-Bogen-Variante wurde den Anforderungen seitens Gestaltung, Wirtschaftlichkeit und Hochwasserschutz am besten gerecht.
In der Streckenplanung war 1995 und 1996 eine Brücke mit einem Bogen und einer Länge von 798 m vorgesehen.
Bau und Bauüberwachung für das Bauwerk wurden Anfang 2006 ausgeschrieben und im September 2006 vergeben. Den Bau der Brücke übernahm die Adam Hörnig Baugesellschaft.

### Ausführung

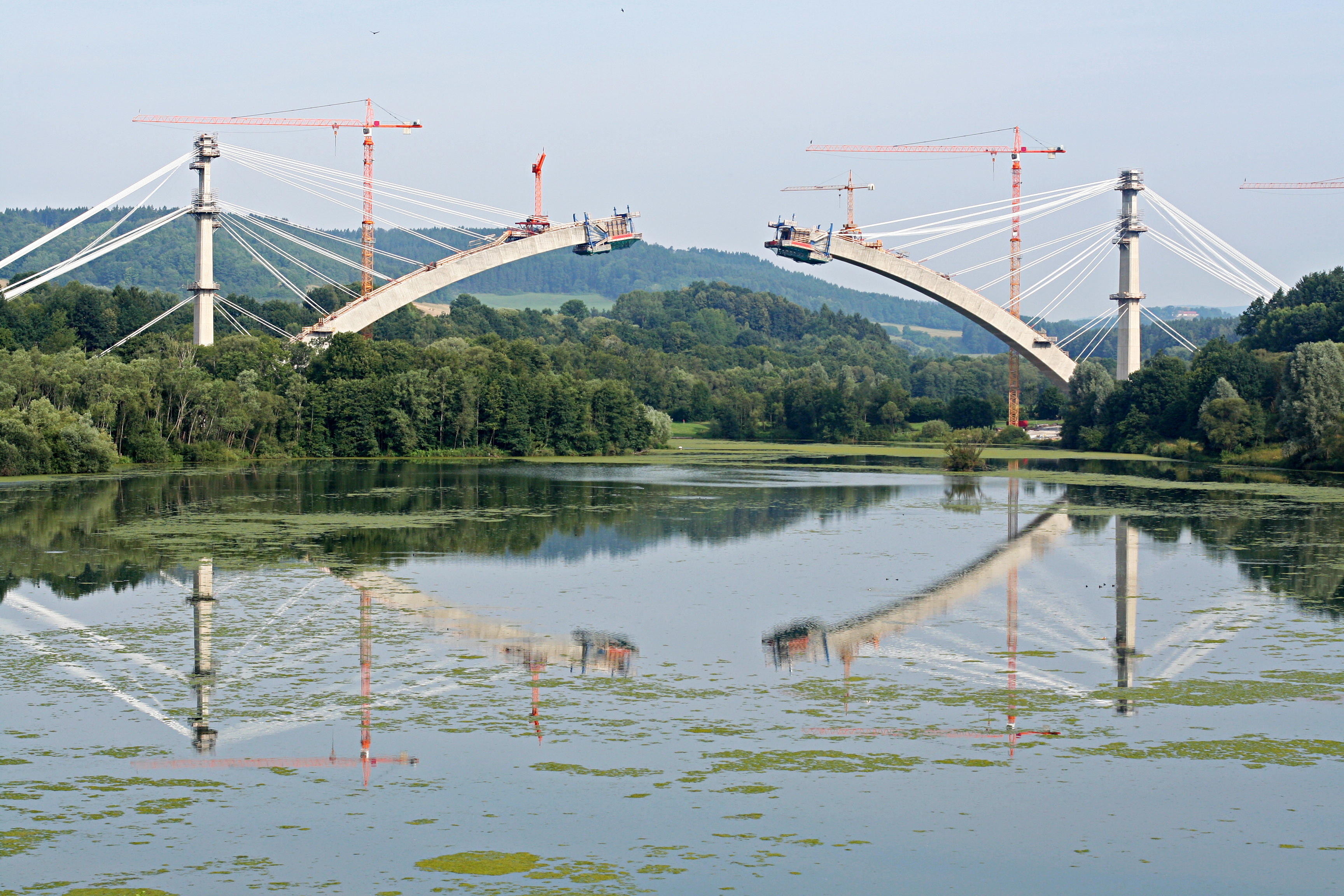
Bauzustand (Ende Juli 2008)

Der Bogen wurde als abgespannter Freivorbau und der Überbau im Taktschiebeverfahren hergestellt. Der Freivorbau erfolgte beidseitig in Abschnitten von etwa 4,5 m, jeder zweite Abschnitt wurde über die Kämpferpfeiler rückverankert, die letzten Abschnitte über darauf aufgesetzte Pylone. Hierbei kamen rund 180 t Spannstahllitzen zum Einsatz. Die auf den Kämpferpfeilern bauzeitlich errichteten Pylone hatten eine Höhe von 18,8 m. Der Bogen wurde am 26. September 2008 nach dem Einbau von vier je 10 m langen Stahlträgern, die die beiden Halbbögen im Bauzustand gegenseitig abstützten, feierlich geschlossen. Vier Wochen später folgte der letzte Betonierabschnitt des Bogens. Zuvor war bereits mit der Herstellung des Überbaus begonnen worden. Der Rückbau der Aufstockrahmen aus Stahlbeton auf den Kämpferpfeilern, die zum Abspannen der Bogenhälften erforderlich waren, erfolgte abschnittsweise Mitte Januar 2009 mit Hilfe eines 500-Tonnen-Teleskop-Mobilkranes. Im September 2009 wurde der letzte Takt des Überbaus betoniert. Bis auf die Tragplatte der Festen Fahrbahn waren die Arbeiten im Herbst 2010 abgeschlossen. Im April 2011 war die Baustelleneinrichtung geräumt.

### Inbetriebnahme

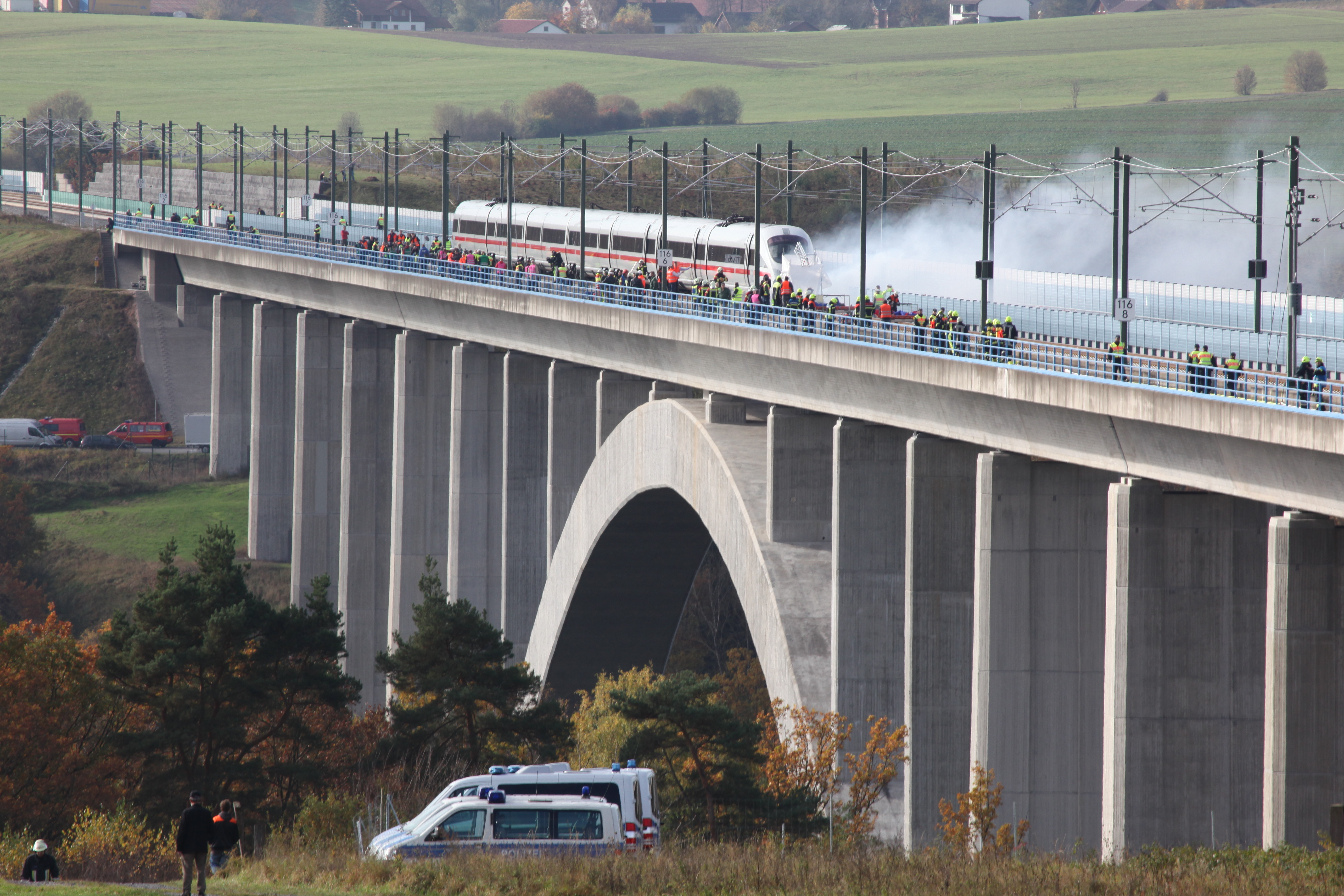
Rettungsübung am 21. Oktober 2017

Am 21. Oktober 2017 fand eine Rettungsübung mit knapp 400 Einsatzkräften auf der Brücke statt. Dabei wurde die Kollision eines ICEs mit einem Wartungsfahrzeug angenommen.

## Technik
Auf der Brücke liegt, in Richtung Ebensfeld, die Grenze (Grenzsignale) zwischen den ETCS-Zentralen Unterleiterbach und Erfurt NBS.

## Galerie

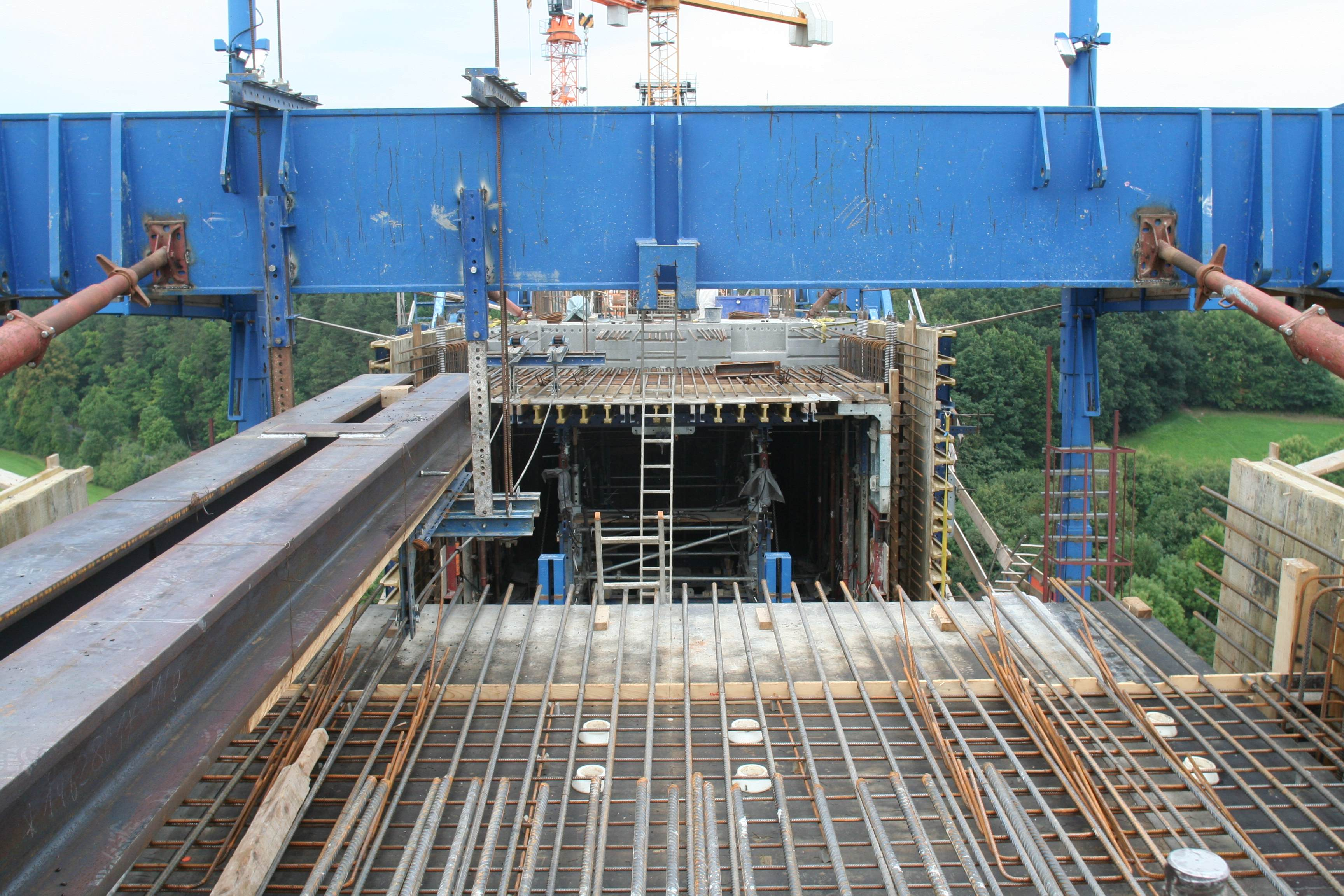
Auf dem Bogen, kurz vor Bogenschluss (September 2008)
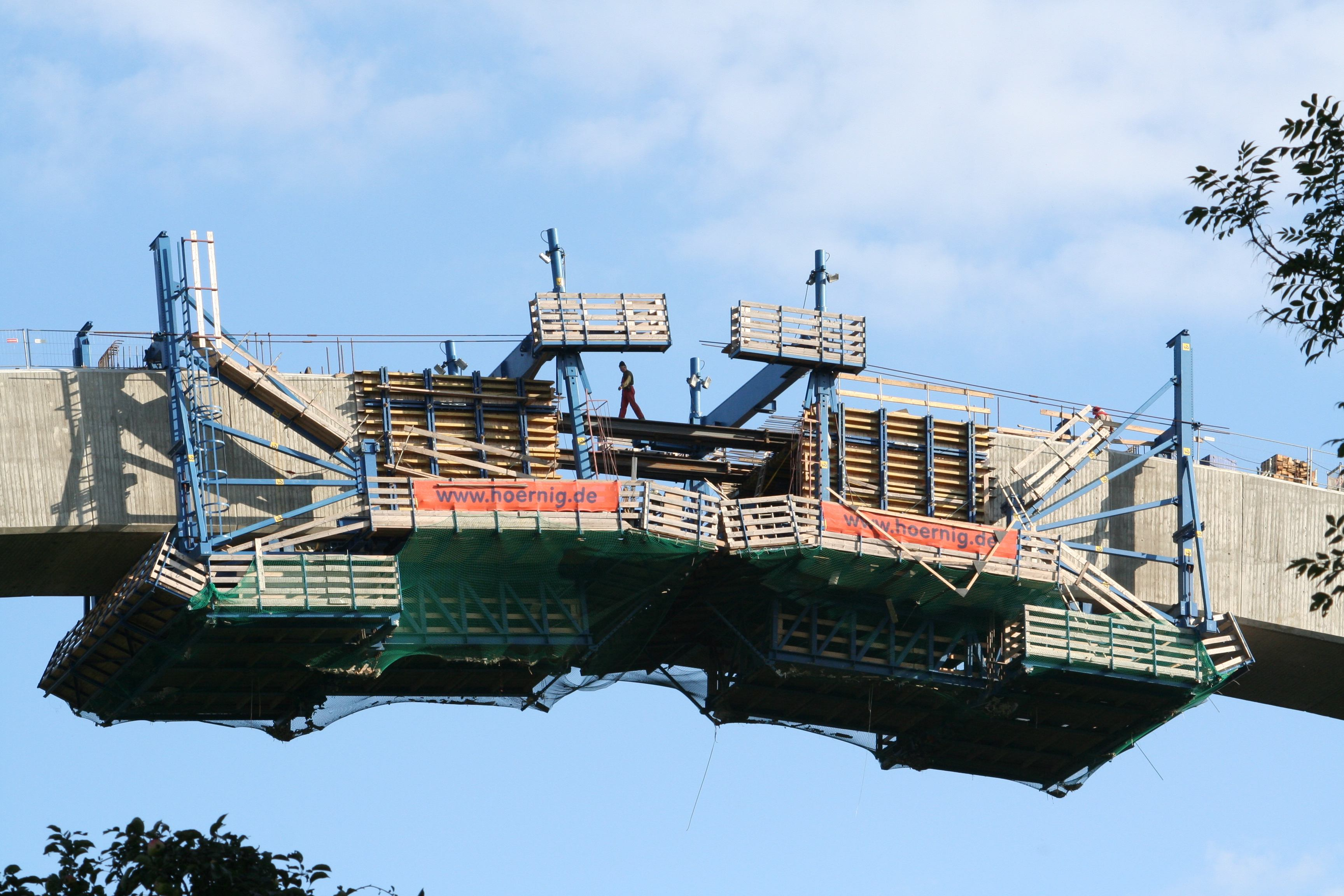
Kurz vor dem Bogenschluss (September 2008)
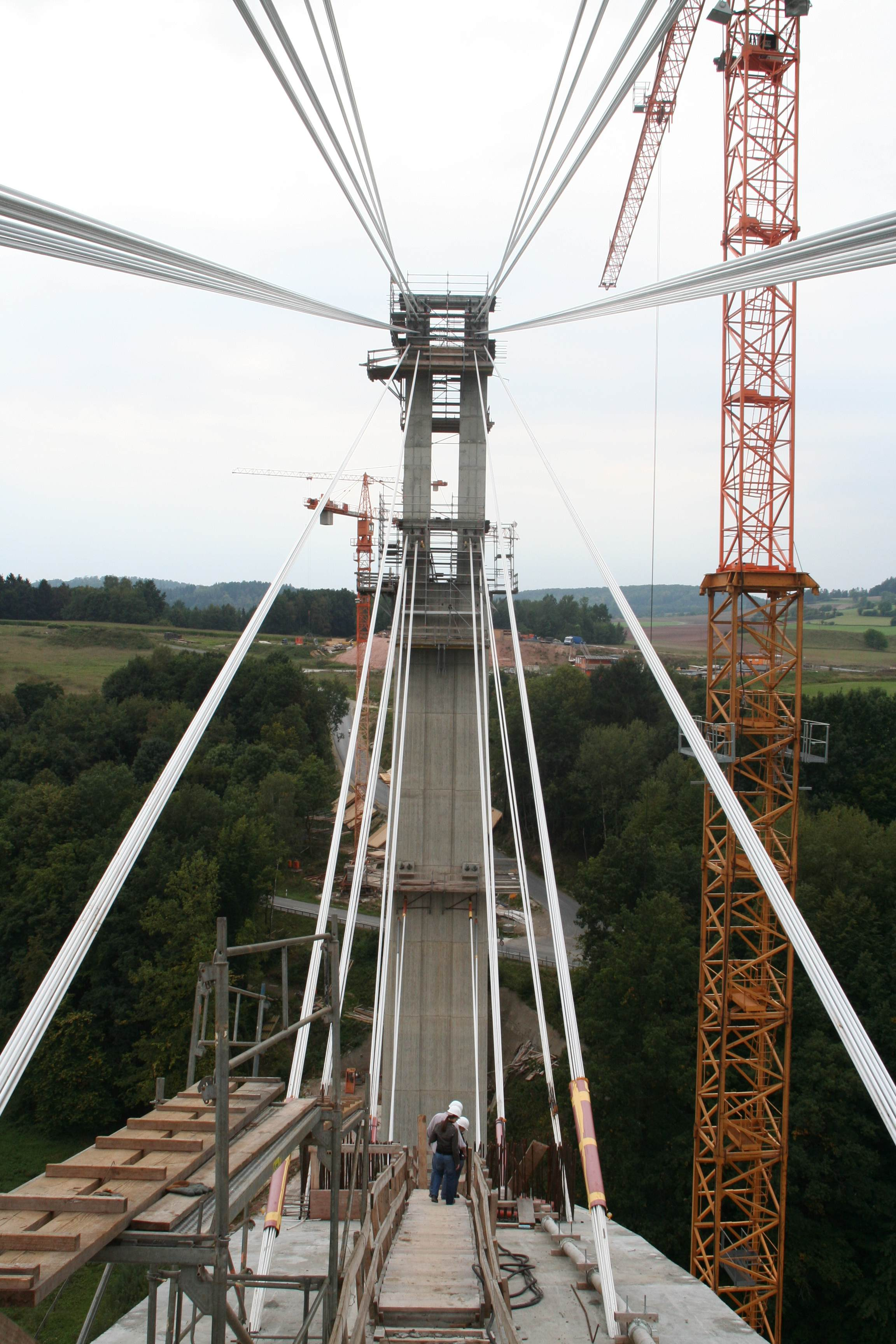
Blick vom Bogen Richtung Pfeiler (September 2008)
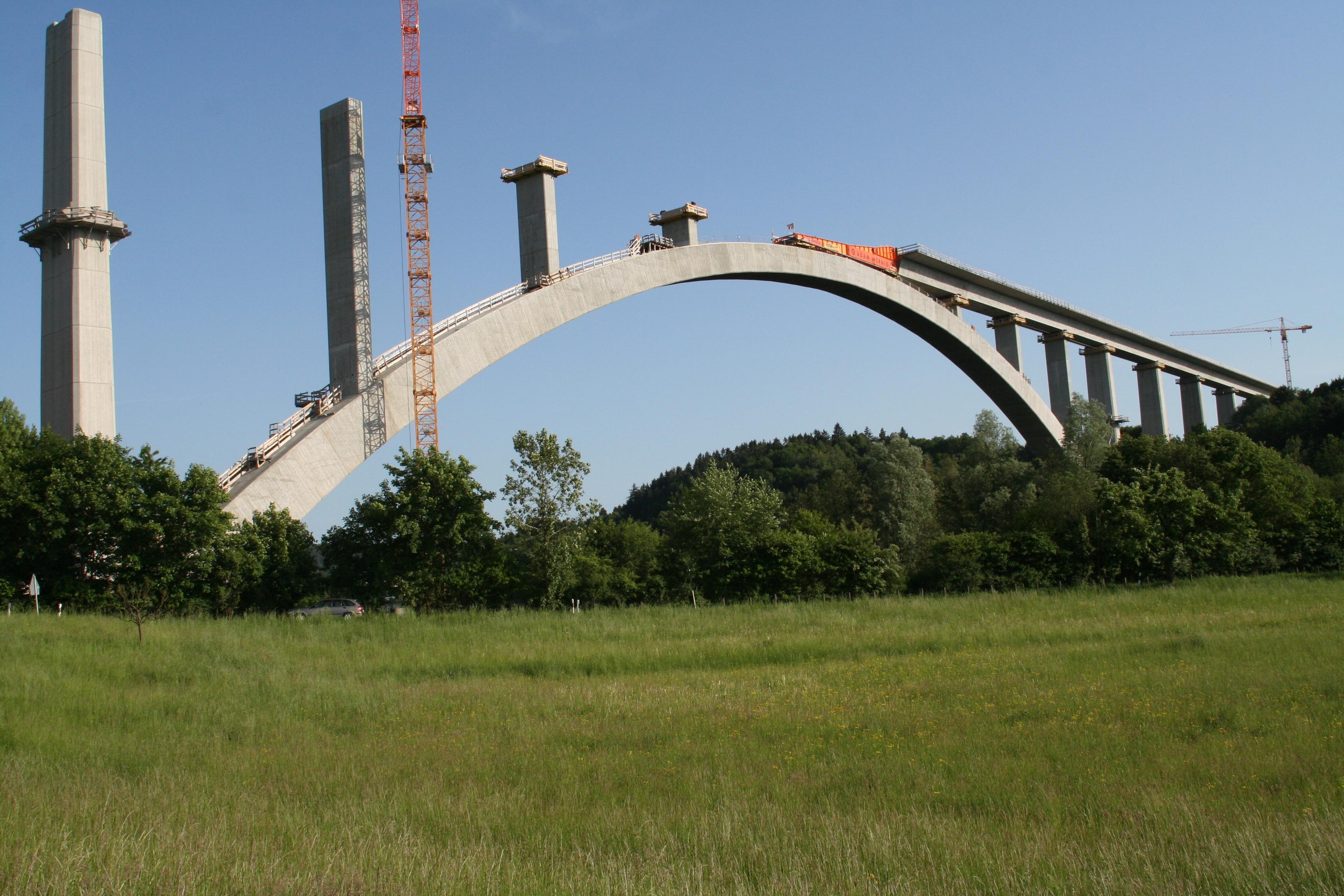
Bauzustand (Mai 2009)
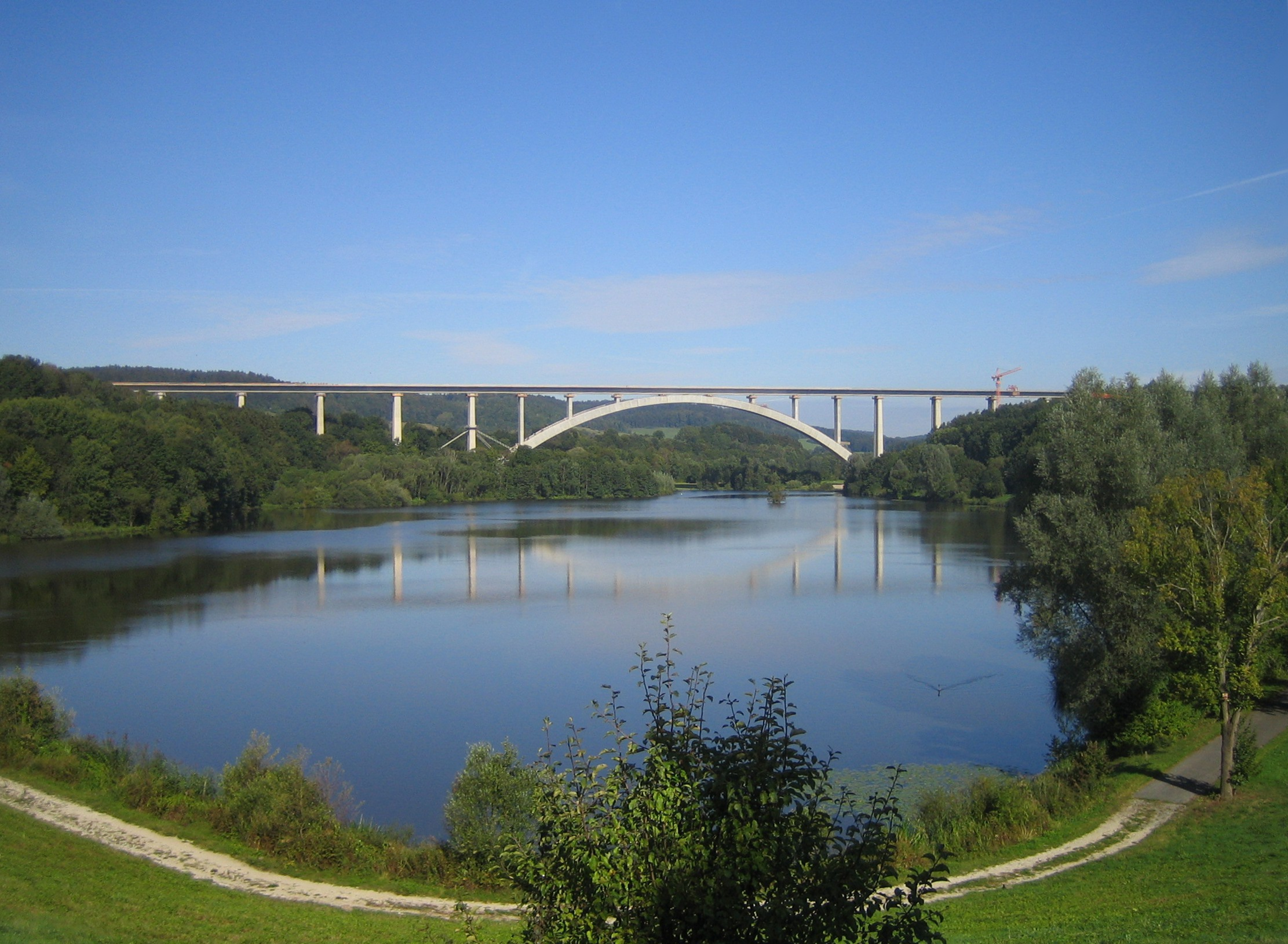
Bauzustand (Ende August 2009)